# Jürgen Banscherus
Jürgen Banscherus (* 13. März 1949 in Remscheid-Lennep) ist ein deutscher Schriftsteller und Kinderbuchautor.

## Leben
Nach dem Abitur studierte Banscherus Geistes- und Sozialwissenschaften in Münster und Bonn. Er arbeitete als Journalist bei einer Tageszeitung, als wissenschaftlicher Mitarbeiter in der Forschung, als Verlagslektor und als Lehrer in der Erwachsenenbildung.
Seit 1983 veröffentlicht er Gedichte. 1985 erschien sein erstes Kinderbuch. Er ist seit 1989 freier Schriftsteller und Mitglied im PEN-Zentrum Deutschland und war langjähriger Vorsitzender der Jury beim Bundesentscheid des Vorlesewettbewerbs. Seine Bücher wurden inzwischen in 26 Sprachen übersetzt. Für die Kinderkrimi-Serie Ein Fall für Kwiatkowski, deren Weltauflage inzwischen die Zwei-Millionengrenze erreicht hat, arbeitet er mit dem Kinderbuchillustrator Ralf Butschkow zusammen. Die Serie gehört in Griechenland zu den größten Kinderbuch-Erfolgen. Unter dem Pseudonym „Max Diener“ erschien 2014 sein erster Roman für Erwachsene.
Banscherus hat zwei erwachsene Kinder und wohnt mit seiner Frau in Witten.

## Auszeichnungen
- 1985 Preis der Leseratten für Keine Hosenträger für Oya
- 1985 Blaue Brillenschlange für Keine Hosenträger für Oya
- 1986 Arbeitsstipendium des Landes Nordrhein-Westfalen
- 1987 Auslandsstipendium des Kulturwerks deutscher Schriftsteller
- 1989 Hans-im-Glück-Preis für Valentino – Valentino
- 1996 Bad Harzburger Jugendliteraturpreis für Davids Versprechen
- 1997 Literaturpreis Ruhrgebiet für das Gesamtwerk
- 1997 Buch des Monats der Deutschen Akademie für Kinder- und Jugendliteratur für Tore, Tricks und schräge Typen
- 2001 Kinderkrimipreis Emil für Die Stille zwischen den Sternen
- 2002 Eule des Monats für Novemberschnee
- 2005 Auszeichnung „Fällt aus dem Rahmen“ der Zeitschrift ESELSOHR für die Kinderkrimiserie Ein Fall für Kwiatkowski
- 2006 Hansjörg-Martin-Preis für die Reihe Ein Fall für Kwiatkowski
- 2010 Annette-von-Droste-Hülshoff-Preis für das Gesamtwerk

## Werke (Auswahl)
- Keine Hosenträger für Oya. Mit Bildern von Manfred Schlüter. 1985
- Das Dorf in den Zitronenbergen. Mit Bildern von Manfred Schlüter. Arena Verlag, Würzburg 1987.
- Asphaltroulette. 1987.
- Valentino – Valentino. 1989.
- Kommt ein Skateboard geflogen. 1996.
- Karambolage. 1995.
- Die besten Freunde der Welt. 1996.
- Davids Versprechen. 1993.
- Die Stille zwischen den Sternen. 2001.
- Novemberschnee. 2002
- Der Smaragd der Königin. 2003.
- Das Lächeln der Spinne. 2004.
- Das Gold des Skorpions. 2004.
- Ein Fall für Kwiatkowski. (25 Bände)
- Die Warnung. 2005.
- Bis Sansibar und weiter. 2006.
- Jimmi Nightwalker. (4 Bände), 2010.
- Katana. (Trilogie), 2011.
- Emil Flinkefinger. 2012.
- Der Wald der Abenteuer. 2013 (erweitert 2015)
- Liebestode. (unter dem Pseudonym „Max Diener“), 2014
- Milli und Magnus. Der verschwundene Baron, 2015
- Milli und Magnus. Das fliegende U-Boot, 2015
- Milli und Magnus. Der Raub der Kaiserin, 2016
- Der unglaubliche Lauf der Fatima Brahimi, 2017
- Spannende Krimigeschichten (enthält "Das Lächeln der Spinne" und "Das Gold des Skorpions"), 2022
- Aber Luise! (Bilderbuch), 2023

### Buchreihe – Ein Fall für Kwiatkowski
- Die Kaugummiverschwörung. Arena Verlag, Würzburg 2008, ISBN 978-3-401-06290-7.
- Die verschwundenen Rollschuhe. Arena Verlag, Würzburg 1995, ISBN 978-3-401-06291-4.
- Das blaue Karussell. Arena Verlag, Würzburg 1996, ISBN 3-401-04666-7.
- Tore, Tricks und schräge Typen. Arena Verlag, Würzburg 1996, ISBN 3-401-04685-3.
- Krach im Zirkus Zampano. Arena Verlag, Würzburg 1997, ISBN 3-401-04763-9.
- Die afrikanische Maske. Arena Verlag, Würzburg 1998, ISBN 3-401-04595-4.
- Nachts sind alle Glatzen blau. Arena Verlag, Würzburg, 1999, ISBN 3-401-04874-0.
- Duell der Detektive. Arena Verlag, Würzburg 2011, ISBN 978-3-401-09907-1.
- Hüte und Halunken. Arena Verlag, Würzburg 2011, ISBN 978-3-401-09904-0.
- Frohes Fest, du Weihnachtsmann. Arena Verlag, Würzburg, ISBN fehlt.
- Faule Tricks und nasse Füße. Arena Verlag, Würzburg 2002, ISBN 3-401-05251-9.
- Maskenspuk und fauler Zauber – Kwiatkowskis geheimste Fälle. Arena Verlag, Würzburg 2010, ISBN 978-3-401-09906-4. (Taschenbuchausgabe mit dem leicht abgeänderten Titel: Zwei Fälle für Kwiatkowski)
- Falsches Spiel und schnelle Mäuse. Arena Verlag, Würzburg, ISBN 978-3-401-09900-2.
- Das Geheimnis der fliegenden Kühe. Arena Verlag, Würzburg, ISBN 978-3-401-09901-9.
- Der große Schlangenzauber. Arena Verlag, Würzburg
- Das rosarote Schulgespenst. Arena Verlag, Würzburg, ISBN 978-3-401-09903-3.
- Der Stinker. Arena Verlag, Würzburg
- Detektive küsst man nicht. Arena Verlag, Würzburg
- Die Mozzarella-Falle
- Monster, Mond und Mottenpulver. Arena Verlag, Würzburg, ISBN 978-3-401-06138-2.
- Rache ist Schokotorte. Arena Verlag, Würzburg, ISBN 978-3-401-06139-9.
- Schnüfflerpech und lange Finger. Arena Verlag, Würzburg
- Große Jagd auf kleine Fische. Arena Verlag, Würzburg
- Der Schuh des Marabu. Arena Verlag, Würzburg
- Donner, Blitz und schräge Vögel. Arena Verlag Würzburg
- Doppeltes Spiel. Arena Verlag Würzburg
- Sherlocks Pfeife. Arena Verlag, Würzburg
- Milchtüten-Alarm. Arena Verlag. Würzburg
- Die Nase der Göttin. Arena Verlag. Würzburg
- Geheimnis unter Wasser. Arena Verlag. Würzburg
- Die kürzeste Entführung der Welt. Arena Verlag. Würzburg
- Vorsicht, Kamera. Arena Verlag. Würzburg